# لادیسلاف بنش
لادیسلاف بنش (چکی: Ladislav Beneš؛ زادهٔ ۹ ژوئیهٔ ۱۹۴۳) بازیکن هندبال اهل چکسلواکی بود.